# Зеленов, Макар Дмитриевич
Мака́р Дми́триевич Зелено́в (1893, Кинешемский уезд Костромской губернии — 22.5.1938, Саратов) — деятель ВКП(б), заведующий Сельскохозяйственным отделом Саратовского обкома ВКП(б). Входил в состав особой тройки НКВД СССР.

## Биография
Макар Дмитриевич Зеленов родился в крестьянской семье в 1893 году в Кинешемском уезде Костромской губернии. Участник Первой мировой и Гражданских войн. В 1919 году вступил в ряды РКП(б) и дальнейшая его деятельность была связана с партийной работой. С 1936 года являлся членом Саратовского краевого комитета ВКП(б), и в 1937 году работал заведующим Сельскохозяйственным отделом Саратовского обкома. Этот период отмечен вхождением, заменив первого секретаря обкома А. Криницкого, в состав особой тройки, созданной по приказу НКВД СССР от 30.07.1937 № 00447 и активным участием в сталинских репрессиях.

## Завершающий этап
Арестован УНКВД по Саратовской области 27 июля 1937 г. Приговорён к ВМН ВКВС СССР 20 мая 1938 г.
Обвинялся по статьям 58-1а, 58-8, 58-11 УК РСФСР. Расстрелян 22 мая 1938 г. в Саратове. Реабилитирован 19 мая 1956 г. определением ВКВС СССР за отсутствием состава преступления.